# August Schleicher
August Schleicher, född 19 februari 1821 i Meiningen sydväst om Weimar i Thüringen, död 6 december 1868 i Jena, var en tysk språkforskare. Hans stora verk var Compendium der vergleichenden Grammatik der indogermanischen Sprachen, där han försökte rekonstruera det urindoeuropeiska språket. 
Schleicher studerade först teologi och indoeuropeiska, särskilt slaviska, språk. Influerad av Hegel utformade han teorin att ett språk är en organism, med perioder av utveckling, mognad och nedgång. 1850 färdigställde Schleicher en monografi som systematiskt beskrev språken i Europa, Die Sprachen Europas in systematischer Übersicht (Europas språk i systematisk översikt). Han framställde språken uttryckligen som naturliga organismer som kunde beskrivas med termer från biologin, till exempel släkte, art och varietet. Schleicher hävdade att han själv hade varit övertygad om språkens naturliga härstamning och tävlan innan han hade läst Darwins Om arternas uppkomst. Han uppfann ett system av språkklassificering som påminde om botanisk taxonomi, där han kartlade grupper av besläktade språk och ordnade dem i ett släktträd. Hans modell Stammbaumtheorie ("släktträdsteorin"), var en viktig utveckling i forskningen om indoeuropeiska språk. August Schleicher dog av tuberkulos vid 47 års ålder.